# Ocell del paradís cuablanc gros
L'ocell del paradís cuablanc gros (Paradisaea apoda) és un ocell de la família dels paradiseids (Paradiseidae).

## Hàbitat i distribució
Habita els boscos del sud de Nova Guinea i les illes Aru.